# Arizona State Route 101
Die Arizona State Route 101 (kurz AZ 101) ist eine State Route im US-Bundesstaat Arizona.
Die State Route beginnt an der Interstate 10 in Tolleson und endet nach 98 Kilometern in Chandler an der Arizona State Route 202. Sie bildet im Großraum der Stadt Phoenix einen halben Autobahnring und verbindet dabei einige Vororte wie Glendale, Scottsdale und Mesa.

## Verlauf

### Aqua Fria Freeway
Der erste Abschnitt der Arizona State Route 101, der auch als Aqua Fria Freeway bezeichnet wird, beginnt in Tolleson an der Interstate 10. Er verläuft zunächst in nördlicher Richtung und passiert dabei das University of Phoenix Stadium und die Jobing.com Arena. Bei Peoria trifft die AZ 101 auf den U.S. Highway 60. Nachdem sie den Peoria Sports Complex und das Arrowhead Towne Center passiert hat, führt sie weiter in Richtung Osten. Nach 37 Kilometern endet der Aqua Fria Freeway an der Interstate 17 und geht in den Pima Freeway über.

### Pima Freeway
Nach dem Kreuz mit der I-17 führt die AZ 101 südlich des Phoenix Deer Valley Airport in östlicher Richtung durch die Ausläufer der Union Hills. Ab dem Kreuz mit der Arizona State Route 51, der Piestewa Freeway, verläuft sie in südöstlicher, ab Scottsdale in südlicher Richtung. Dabei passiert sie die Innenstadt von Scottsdale und das Scottsdale Community College. Nach der Überquerung des Salt River kreuzt die Straße die Arizona State Route 202 und wird zum Price Freeway.
Zwischen Scottsdale und der AZ 202 werden momentan sogenannt HOV-Fahrspuren errichtet. Ein erster Abschnitt, der die Ausfahrt Via de Ventura mit dem Kreuz der State Route 202 verbindet, wurde Anfang November eröffnet.

### Price Freeway
Der letzte Abschnitt der Arizona State Route 101 verbindet den Red Mountain Freeway mit dem Santan Freeway, die beide Teil der AZ 202 sind. Die State Route passiert die Arizona State University und kreuzt an der Stadtgrenze von Tempe erneut den U.S. Highway 60. Nach dem Kreuz erreicht die State Route die Stadt Chandler und endet nach 98 Kilometern am Santan Freeway.